# Torrefazione Italia
Torrefazione Italia je bývalá pražírna a řetězec kaváren, nyní speciální značka kávových zrn od společnosti Starbucks prodávaných v supermarketech.

## Historie
První kavárna bývalé společnosti byla v Seattlu otevřena roku 1986 a prodávala espresso, kávu a pečivo.
Umberto Bizzari, zakladatel firmy, v průběhu 80. let vytvořil společně se zakladatelem Stewart Brothers Coffee (nyní Seattle's Best Coffee), Jimem Stewartem, skupinu Seattle Coffee Holdings. V roce 1995 tato nová společnost postavila moderní pražírnu na Vashonově ostrově, která produkovala výrobky obou značek. V roce 1998 skupinu koupila společnost AFC Enterprises a přejmenovala ji na Seattle Coffee Company. 
Později Torrefazione Italia expandovala do dalších měst v Severní Americe, jako jsou Vancouver, San Francisco, Portland, Boston, Chicago nebo Dallas. Velkoobchodně jsou její produkty rovněž prodávány do restaurací, hotelů, pekáren a kaváren.
V roce 2003 zakoupila jak Torrefazione Italia, tak Seattle's Best Coffee další seattleská firma, Starbucks. Do konce roku 2005 všechny kavárny této značky zavřela a nyní ji prodává pouze v obchodech s potravinami.

## Caffè Umbria
Rodina Bizarriů mezitím začala nový byznys v oboru, pražírnu a řetězec kaváren Caffè Umbria, které založil Umbertův syn Emanuele. Pražírna je v provozu od roku 2002, ale první kavárna byla otevřena v Seattlu roku 2005 poté, co Starbucks oznámila uzavření všech poboček Torrefazione Italia. První kavárnu vlastně nová společnost otevřela na místě první kavárny staré společnosti, na Occidental Avenue ve čtvrti Pioneer Square. V roce 2009 už existovala i druhá pobočka, v portlandské čtvrti Pearl District. 